# Muselmann
Muselmann (auch Muselman, Muselmane; von persisch مسلمان, DMG mosalmān über türkisch müslüman, französisch musulman, italienisch musulmano; ursprünglich persisch muslimān – von arabisch muslim +  persische Pluralendung -ān, „die Muslime“) ist laut Duden eine diskriminierende und veraltete Bezeichnung für Muslime. Die eingedeutschte Endung -mann, Plural -männer, ist volksetymologischen Ursprungs.

## Verwendung der Bezeichnung
Bis in das späte 19. Jahrhundert war „Muselmann“ die übliche deutschsprachige Bezeichnung für Muslime. Sie existiert ebenfalls als Nachname im deutschsprachigen Raum.
In Lessings Drama Nathan der Weise (1779) heißt es anerkennend über Nathan:
- „Jud’ und Christ und Muselmann und Parsi, alles ist ihm eins.“[2]

Novalis gebrauchte die Bezeichnung in seinem Kriegslied:
- „Auf Brüder auf zum Kriege hin / Seyd brav fürs Vaterland / Und lehrt den Musulmänner fliehn / Braucht eure rechte Hand. / Denkt nur an unsern Prinz Eugen / Den Türken furchtbar noch. / Wie er bey Zent, Salankemen / Der Türken Stolz betrog. / Nich half ihr großer Mohammed / Den Musulmännern auf / Es stärkte ihnen ihr Prophet / Die Beine nur zum Lauf. / Auf; schwingt den Säbel, traut auf Gott / Der euch noch nie verließ / Und wenn euch selbst noch ärgre Noth / Der böse Satan wies.“[3]

In Schillers Ballade Ritter Toggenburg (1797) findet sich ebenfalls der Begriff. So schreibt er:
- „Und des Toggenburgers Name / Schreckt den Muselmann.“[4]

Der Text des Kanons C-a-f-f-e-e von Carl Gottlieb Hering lautet:
- C-a-f-f-e-e, trink nicht so viel Caffee! Nicht für Kinder ist der Türkentrank, schwächt die Nerven, macht dich blass und krank. Sei doch kein Muselmann, der ihn nicht lassen kann!

Auch bei Nietzsche findet sich noch im späten 19. Jahrhundert der Begriff in seinem Werk Jenseits von Gut und Böse (1886). Eine besondere Bedeutung hatte der Begriff zur Zeit des Nationalsozialismus unter KZ-Häftlingen, siehe auch Muselmann (KZ).

## Beurteilung der Begriffsverwendung
1805 stellte die Oeconomische Encyclopädie von Johann Georg Krünitz fest:
„Muselmann, ein Nahme, welchen sich die Anhänger Mahomed’s, oder die im gemeinen Leben sogenannten Türken selbst beylegen, und im Arabischen eigentlich Moslemim, d. i. Bekenner des Islam, oder wahren Glaubens, welchen Nahmen Mahomed seiner Lehre schon im Jahre 612 gab, bedeutet, und woraus die Europäer zu Muselmann verderbt haben.“
In seiner Übersetzung der Geschichten aus Tausendundeiner Nacht (1837–1841) nutzt Gustav Weil den Begriff „Muselmann“ u. a. auch bezogen auf Salomo, betont jedoch in einer Anmerkung: „Man muß hier Muselmann nicht mit Mohammedaner verwechseln; die Araber glauben, daß alle früheren Propheten Muselmänner waren, d. h. Gott ergebene Leute, von Islam (sich ergeben).“
Im Laufe des 19. Jahrhunderts wurden andere Bezeichnungen wie Moslem, Muslim und Mohammedaner gebräuchlicher.
Im Jahr 2009 urteilte das Amtsgericht Fürstenfeldbruck, dass die Bezeichnung Muselmann im Kontext des konkreten, zu verhandelnden Falls als Schimpfwort und Beleidigung anzusehen sei, während das Amtsgericht Hagen in einem Urteil von 2015 keine rassistische Beleidigung erkannte und die Bezeichnung als bei „ruhiger und sachlicher Betrachtungsweise im Rahmen des Artikels 5 des Grundgesetzes nicht zu beanstanden“ bewertete.